# Schloss Gschwendt

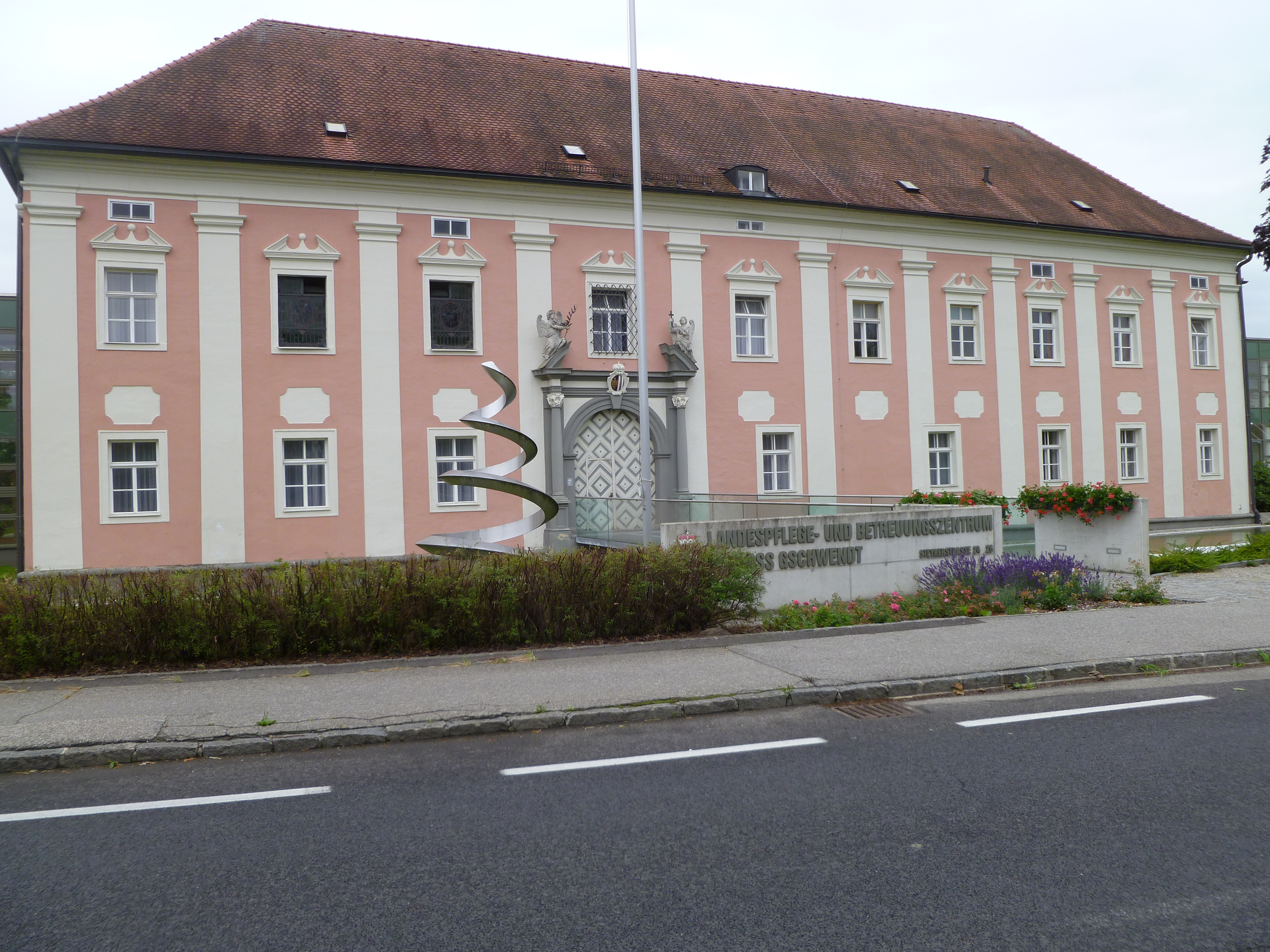
Schloss Gschwendt

Schloss Gschwendt liegt an der Steyrerstraße 24–26 östlich (rechts) des Flusses Krems im Ortsteil Gries der Gemeinde Neuhofen an der Krems.

## Geschichte

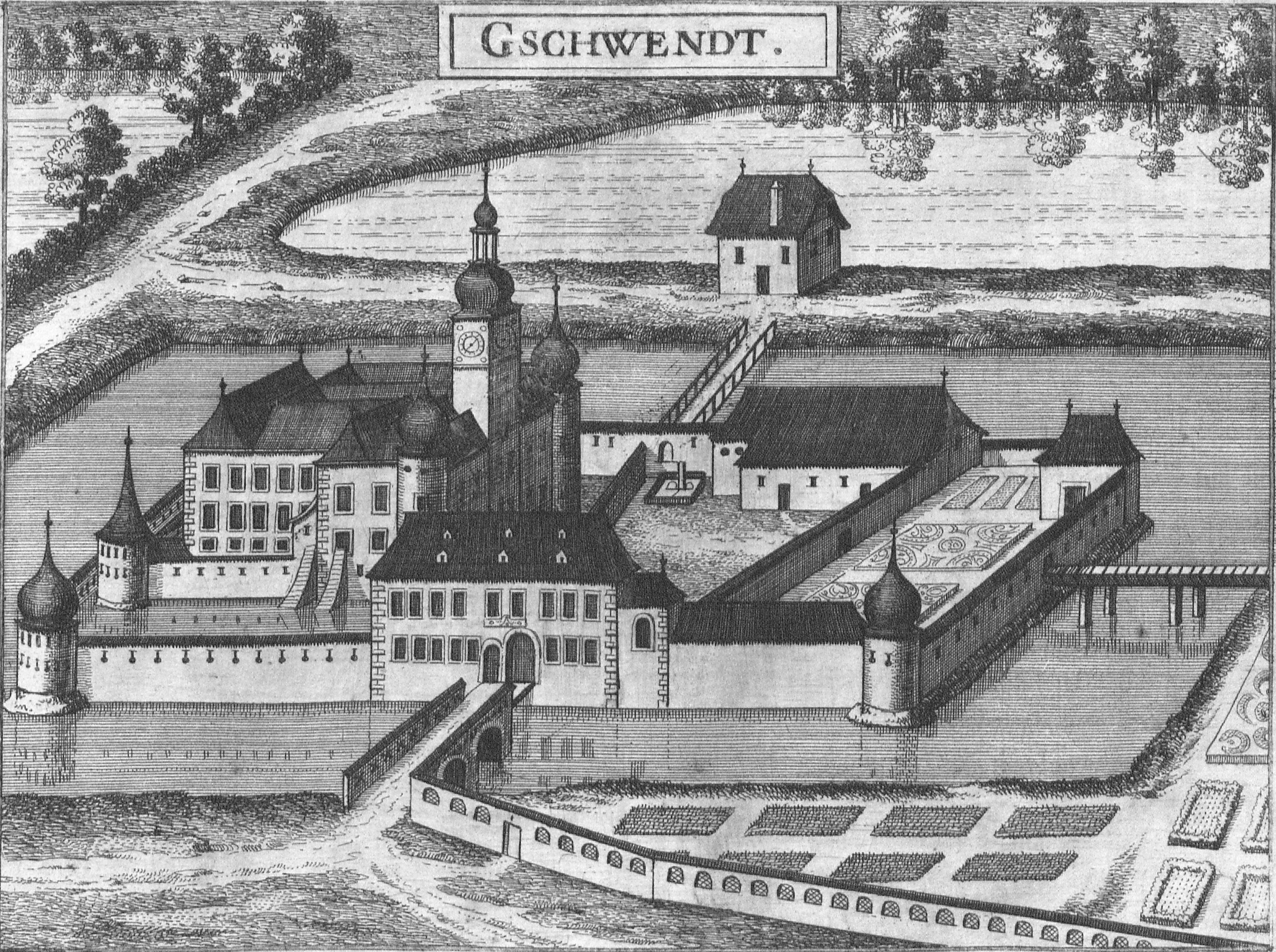
Schloss Gschwendt nach Georg Matthäus Vischer von 1674

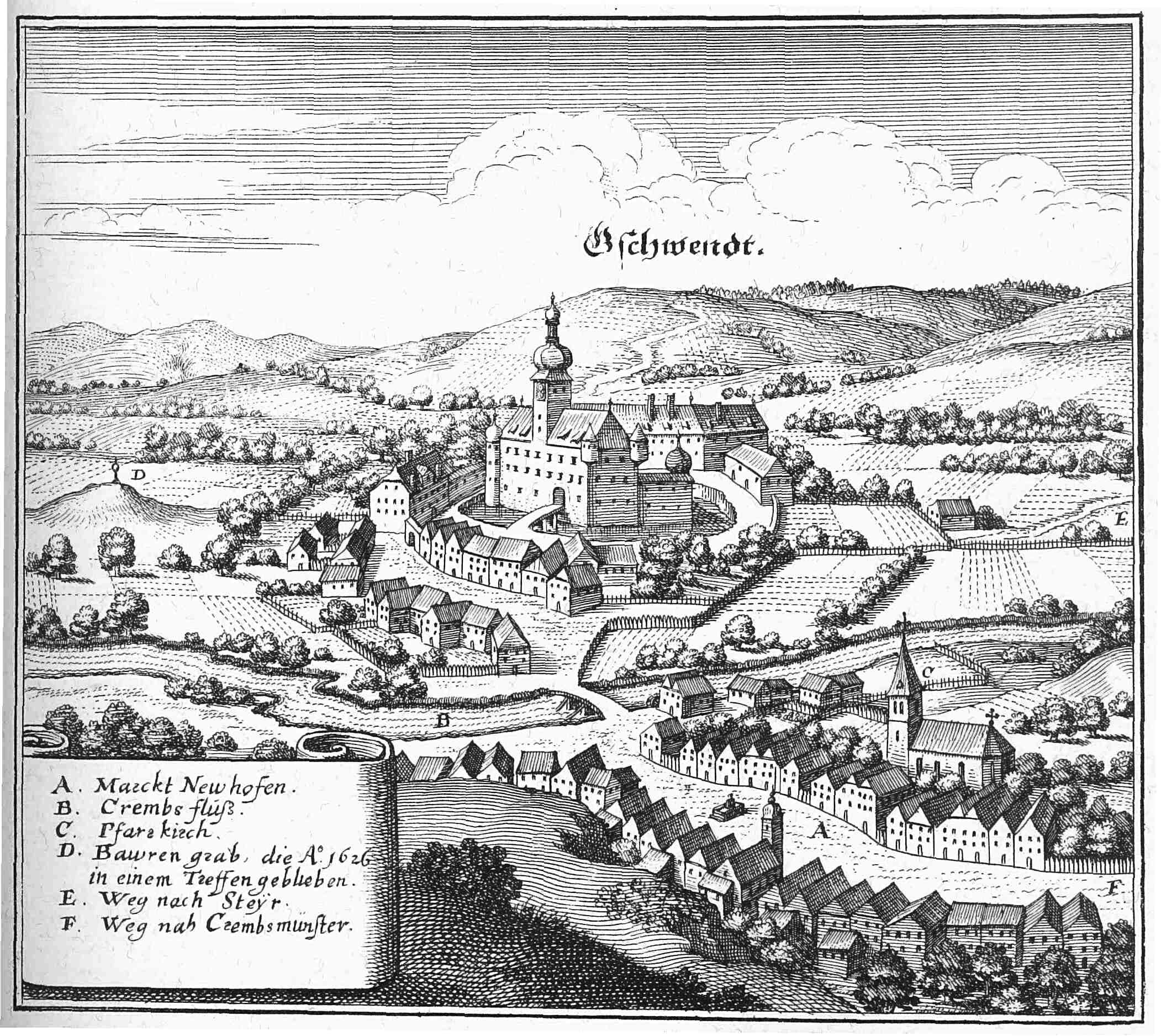
Schloss Gschwendt nach Matthaeus Merian von 1656, westlich (links) der Krems. Der kleine Hügel am linken Bildrand mit Denkmal: Bauerngrab der anno 1626 Getöteten.

Die Herrschaft Gschwendt wird 1308 als Passauer Lehen zum ersten Mal urkundlich erwähnt. Als Lehensmann wird Heinrich der Gschwendtner bzw. Heinrich von Volkenstorff erwähnt. 1369 kam Gschwendt in den Besitz der Losensteiner. Mit der Herrschaft war auch das Landgericht verbunden. Ende des 16. Jahrhunderts wurde die Wasserburg in die Liste der Flucht- und Verteidigungsorte in Kriegszeiten aufgenommen, was auf die Wehrhaftigkeit der Anlage schließen lässt. Im großen Bauernkrieg kam es 1626 in der Nähe des Schlosses zu einer Schlacht zwischen den von Achaz Wiellinger geführten Bauern und den kaiserlichen Truppen unter Obrist Hans Christoph Löbl. Die schlecht gerüsteten Bauern verloren dabei angeblich mehr als tausend Mann.

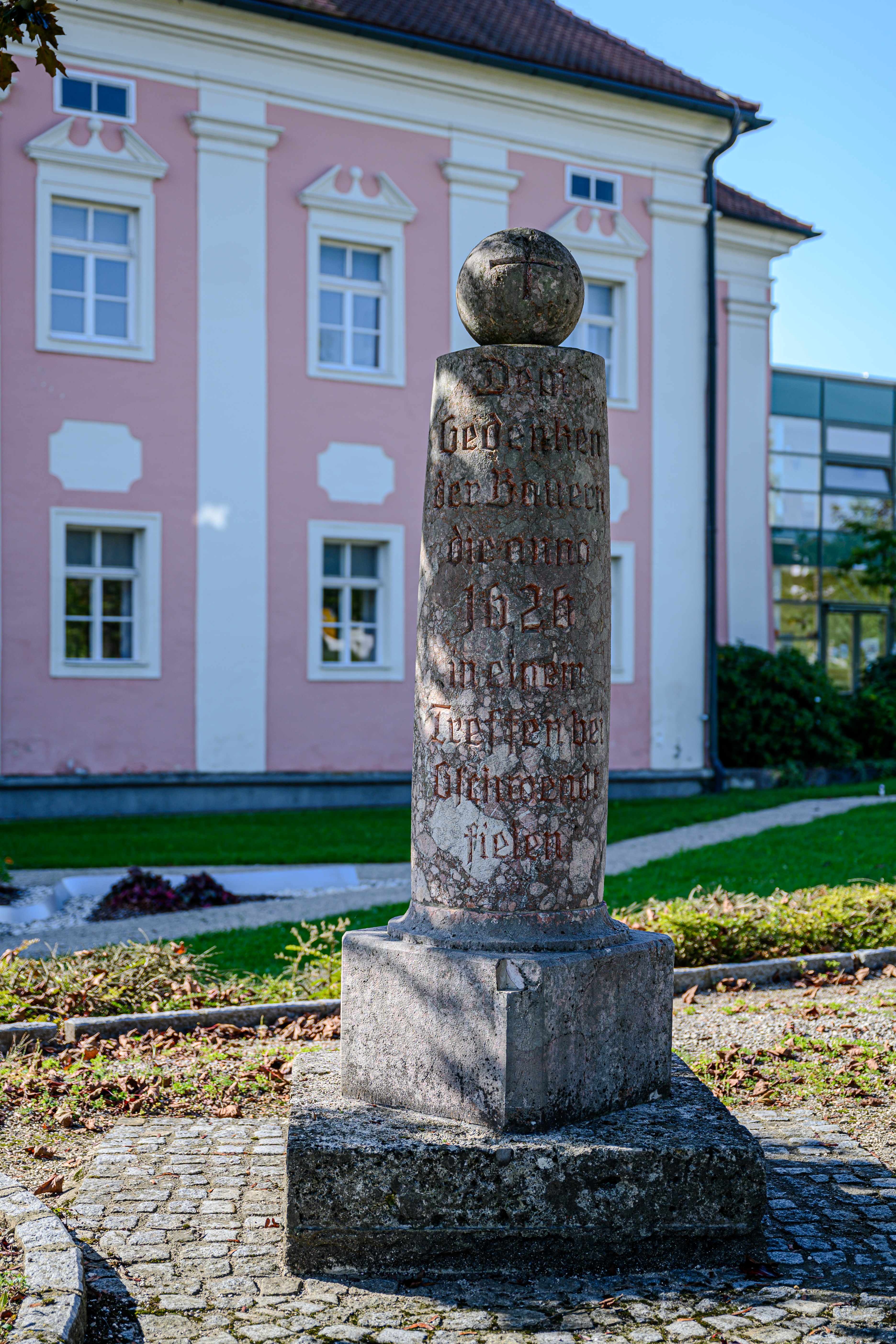
Gedenksäule an die Schlacht von 1626 vor dem Schloss Gschwendt, errichtet 1976.

1692 erlosch die Familie der Losensteiner im männlichen Stamm mit dem Ableben des Passauer Domherrn Reichsfürst Franz Anton von Losenstein, der 1690 in den Reichsfürstenstand erhoben worden war. Erbin wurde Maria Katharina, die Schwester des letzten Grafen; diese war mit dem Fürsten Johann Weikhard von Auersperg verheiratet. Um 1750 gehörten zur Herrschaft Gschwendt 502 Untertanen. Im Schloss wurde angeblich noch 1843 die Folter angewandt, obwohl diese in der Habsburgischen Monarchie bereits im 18. Jahrhundert abgeschafft worden war.
Gschwendt blieb bis zum Jahre 1851 im Besitz der Auersperger, dann verkaufte Fürst Karl von Auersperg das Schloss an den Besitzer der Hoftaverne Franz Leuck. Die dazugehörigen Gründe wurden parzelliert und an Bauern verkauft.
1892 beschloss der oberösterreichische Landtag im Kontext der Überfüllung der Linzer psychiatrischen Anstalt die Errichtung einer „landwirtschaftlichen Irrenbewahranstalt für männliche und weibliche Pfleglinge“, im Februar 1894 wurde zu diesem Zweck der Kauf des Schlosses Gschwendt genehmigt. Zum Jahreswechsel 1894/95 trafen in der „Landes-Irrenbewahranstalt“ die ersten Kranken ein, bereits 1897 war die Anstalt mit einhundert Personen voll belegt. Schloss Gschwendt war eine Zweiganstalt der „Landes-Irrenanstalt Niedernhart“, in beiden Anstalten waren geistliche Schwestern vom Orden des heiligen Vinzenz von Paul als Pflegerinnen tätig.

## Zeit des Nationalsozialismus
In der Zeit des Nationalsozialismus fungierte der NS-Euthanasie-Arzt Rudolf Lonauer als Direktor. Schloss Gschwendt wurde nun als Zwischenstation für Patienten auf dem Weg zur Ermordung verwendet, die z. T. aus anderen Anstalten der „Ostmark“ eintrafen und nicht unmittelbar in die NS-Tötungsanstalt Hartheim verbracht werden konnten.
Auch in Gschwendt selbst wurde eine unbekannte Anzahl von Patienten von Lonauer und Angehörigen des Pflegepersonals mittels Medikamenten und gezielter Unterernährung ermordet.
Als die alliierten Bombenangriffe auf Linz begannen, zog Lonauer mit seiner Familie nach Neuhofen a. d. Krems. Er fand Unterschlupf in Lining, im Haus der Wirtschafterin Hermine Zehetner. Mit dieser wird Lonauer ein „Naheverhältnis“ nachgesagt. Bei Kriegsende, eine Stunde vor Eintreffen der US-Armee, tötete er mit Gift zuerst seine Frau, danach seine zwei Töchter (geb. 1938 bzw. 1943) und erschoss sich dann selbst. Die Familie ist im Friedhof von Neuhofen an der Krems begraben.
Nach dem Zweiten Weltkrieg wurde strafrechtlich gegen 61 beteiligte Haupttäter der Massenverbrechen in den oberösterreichischen Anstalten ermittelt, nur gegen drei fanden Strafprozesse statt. Von diesen tötete sich Anton Schrottmayer (Leiter der Frauenabteilung in Gschwendt) am 4. August 1946 im Gefangenhaus Ybbs selbst. Die meisten Verfahren wurden eingestellt.

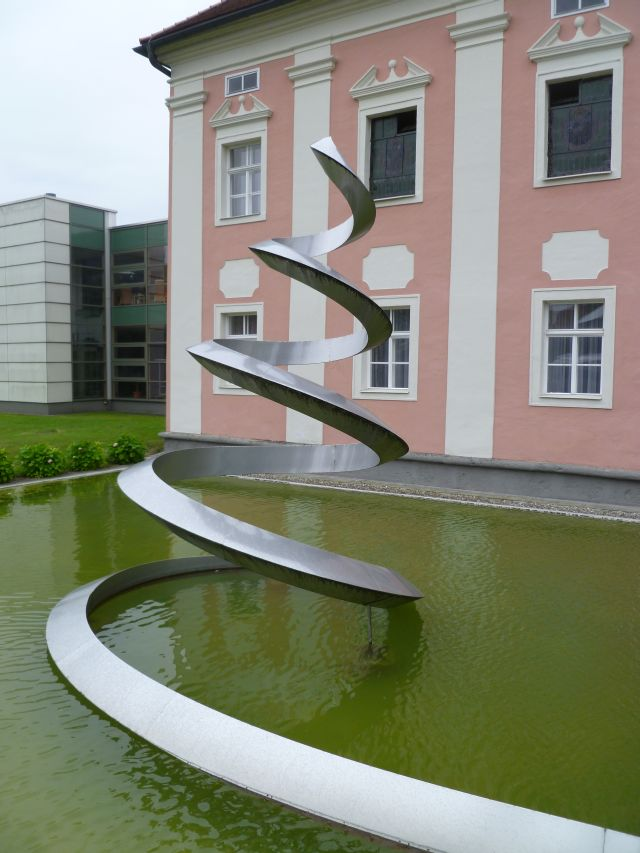
Skulptur von Josef Baier, installiert im September 2003, Titel: „…aufwärts“

## Schloss Gschwendt heute
Ursprünglich war Gschwendt ein Wasserschloss, das mit einer doppelten turmbewehrten Mauer umgeben war. Drei Querflügel verbanden den vorderen mit dem hinteren Schlossteil. Diese Bauteile und die umgebenden Teiche sind alle verschwunden; übrig blieb nur der zehnachsige Haupttrakt, das frühere Herrenhaus des Schlosses. An Stelle der früheren Steinbrücke führt eine Metall-Glas-Brücke über eine neu angelegte Wasserfläche zu dem Schloss. Erwähnenswert ist eine schneckenartige Metallskulptur, die aus der Wasserfläche emporragt.
Vor wenigen Jahren wurde das Schloss aufwändig renoviert und mit Zusatzbauten zu einem modernen Oberösterreichischen Landespflege- und Betreuungszentrum für psychisch Kranke umgestaltet. Das bekrönte Medaillon am Portal enthält das Landeswappen Oberösterreichs. Darüber zwei Engel, der linke hält einen Palmenzweig, der rechte ein Kreuz.
Vor dem Schloss erinnert eine 1976 aufgestellte Säule an die Schlacht von 1626.
Die Schloss-Gschwendt-Straße führt vom Schloss zentral nordwärts weg.